# Ministère des Affaires étrangères du Reich
 (septembre 2017).
Si vous disposez d'ouvrages ou d'articles de référence ou si vous connaissez des sites web de qualité traitant du thème abordé ici, merci de compléter l'article en donnant les références utiles à sa vérifiabilité et en les liant à la section « Notes et références ».
Le ministère des Affaires étrangères du Reich, ou office des Affaires étrangères (en allemand : Auswärtiges Amt), est le ministère du gouvernement de la République de Weimar puis du Troisième Reich, responsable de la politique étrangère et des relations diplomatiques entre 1919 et 1945 en Allemagne.
Il disparaît en 1945 avec l'occupation de l'Allemagne par les Alliés. Il est remplacé en 1949 par le ministère des Affaires étrangères en Allemagne de l'Est ; et en 1951 par l'office des Affaires étrangères en Allemagne de l'Ouest.

## Histoire

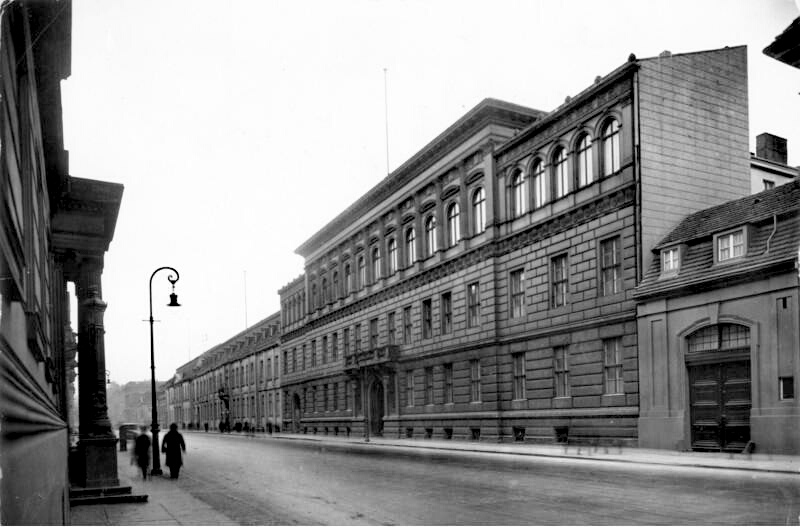
Le siège du ministère sur la Wilhelmstraße, en 1927.

### Création
La république de Weimar donne à l'office le statut d'un ministère — tout en maintenant son titre (en allemand : Auswärtiges Amt) — et à son responsable le titre de ministre des Affaires étrangères du Reich. Le Reich assure la pleine responsabilité de la politique extérieure, et les services doivent être réorganisés.
Walther Rathenau est brièvement ministre en 1922 avant d’être assassiné. Gustav Stresemann est ministre d'août 1923 à octobre 1929, et s'inscrit par bien des aspects dans la tradition de Bismarck.

### Troisième Reich
Les nazis prennent le contrôle du ministère en arrivant au pouvoir. Konstantin von Neurath puis Joachim von Ribbentrop occupent à eux deux ce poste pendant la quasi-totalité de la durée du régime hitlérien (de janvier 1933 à mai 1945) ; deux ministres se succèdent en mai 1945 sur les derniers jours du régime : Arthur Seyss-Inquart dans le cabinet Goebbels et Lutz Schwerin von Krosigk dans le cabinet qui porte son nom.

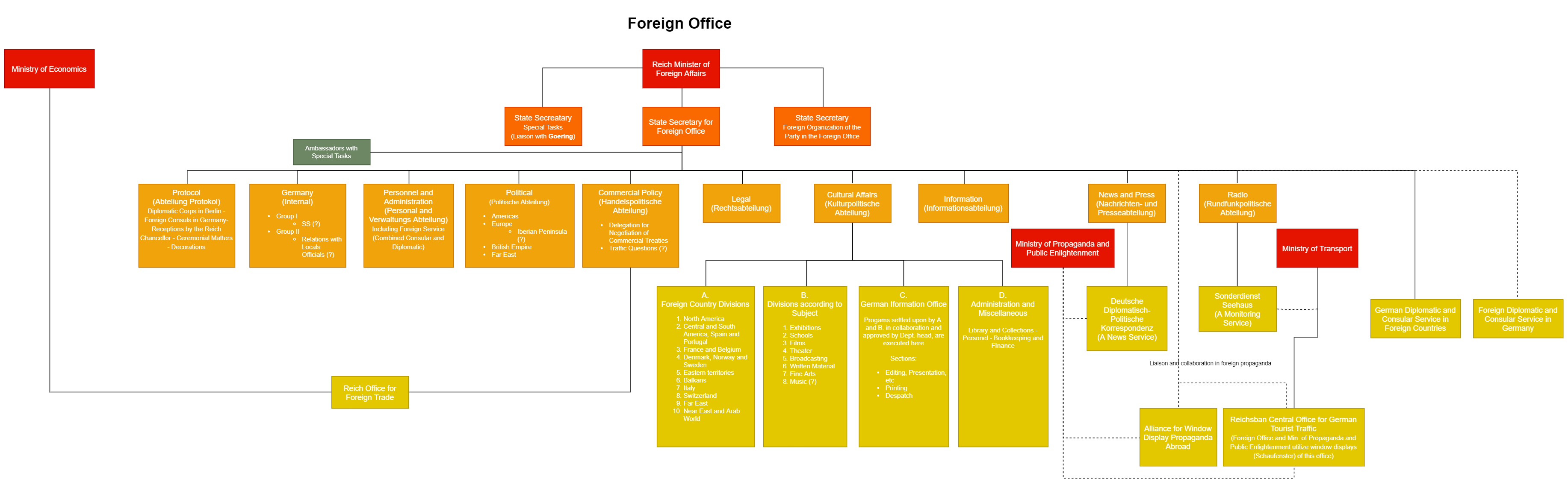
Organisation du ministère des Affaires étrangères du Reich.

### Disparition
Après l'arrestation de Schwerin von Krosigk, l'Allemagne est occupée par les Alliés et privée de souveraineté. En octobre 1949, la nouvelle République démocratique allemande (RDA) constitue son ministère des Affaires étrangères, puis en mars 1951 la République fédérale d'Allemagne (RFA) rétablit l'office des Affaires étrangères.

### Ministres
| Nom | Nom                           | Dates du mandat | Dates du mandat | Parti   | Cabinet                                                                 |
| --- | ----------------------------- | --------------- | --------------- | ------- | ----------------------------------------------------------------------- |
|     | Ulrich von Brockdorff-Rantzau | 13/02/1919      | 21/06/1919      | Sans    | Scheidemann                                                             |
|     | Hermann Müller                | 21/06/1919      | 26/03/1920      | SPD     | Bauer, Müller I                                                         |
|     | Adolf Köster                  | 10/04/1920      | 08/06/1921      | SPD     | Müller I                                                                |
|     | Walter Simons                 | 25/06/1920      | 04/05/1921      | Sans    | Fehrenbach                                                              |
|     | Friedrich Rosen               | 10/05/1921      | 22/10/1921      | Sans    | Wirth I                                                                 |
|     | Joseph Wirth                  | 26/10/1921      | 31/01/1922      | Zentrum | Wirth II                                                                |
|     | Walther Rathenau              | 01/02/1922      | 21/06/1922      | DDP     | Wirth II                                                                |
|     | Joseph Wirth                  | 21/06/1922      | 14/11/1922      | Zentrum | Wirth II                                                                |
|     | Frederic von Rosenberg        | 22/11/1922      | 11/08/1923      | Sans    | Cuno                                                                    |
|     | Gustav Stresemann             | 12/08/1923      | 03/10/1929      | DVP     | Stresemann I et II Marx I et II Luther I et II Marx III et IV Müller II |
|     | Julius Curtius                | 04/10/1929      | 09/10/1931      | DVP     | Brüning I                                                               |
|     | Heinrich Brüning              | 09/10/1931      | 30/05/1932      | Zentrum | Brüning II                                                              |
|     | Konstantin von Neurath        | 01/06/1932      | 04/02/1938      | Sans    | Papen Schleicher Hitler                                                 |
|     | Joachim von Ribbentrop        | 04/02/1938      | 30/04/1945      | NSDAP   | Hitler                                                                  |
|     | Arthur Seyss-Inquart          | 30/04/1945      | 01/05/1945      | NSDAP   | Goebbels                                                                |
|     | Lutz Schwerin von Krosigk     | 02/05/1945      | 23/05/1945      | NSDAP   | Schwerin von Krosigk                                                    |

## Galerie

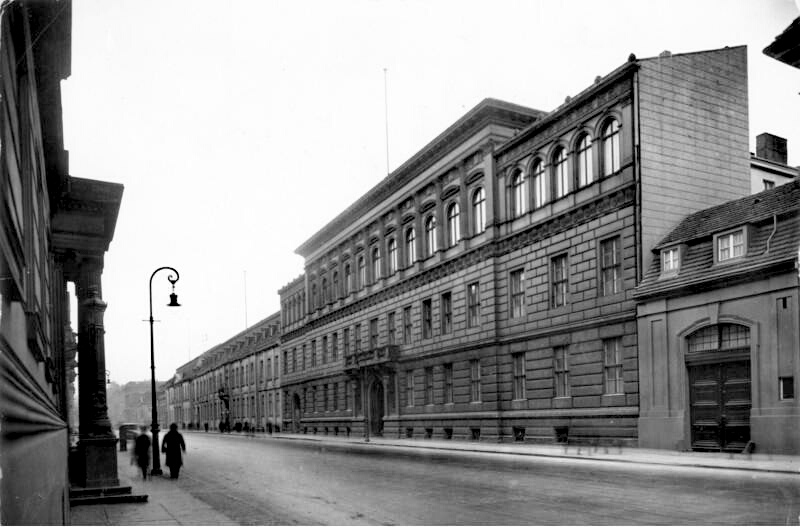
Les bâtiments du ministère (au premier plan à droite le « 74, Wilhelmstraße », au fond le « 76 »), cliché de 1927.
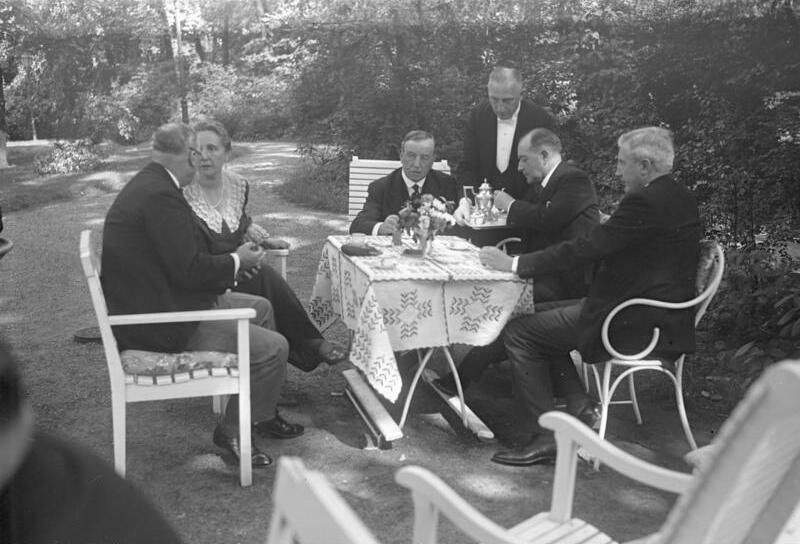
Échanges politiques menés par le ministre Julius Curtius dans les jardins du ministère (1931).
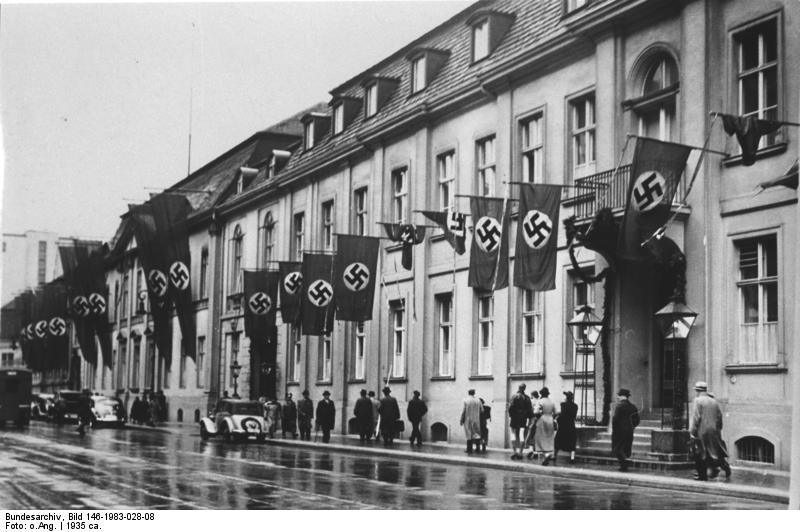
Le siège du ministère (76, Wilhelmstraße) pavoisé de drapeaux nazis (1935).
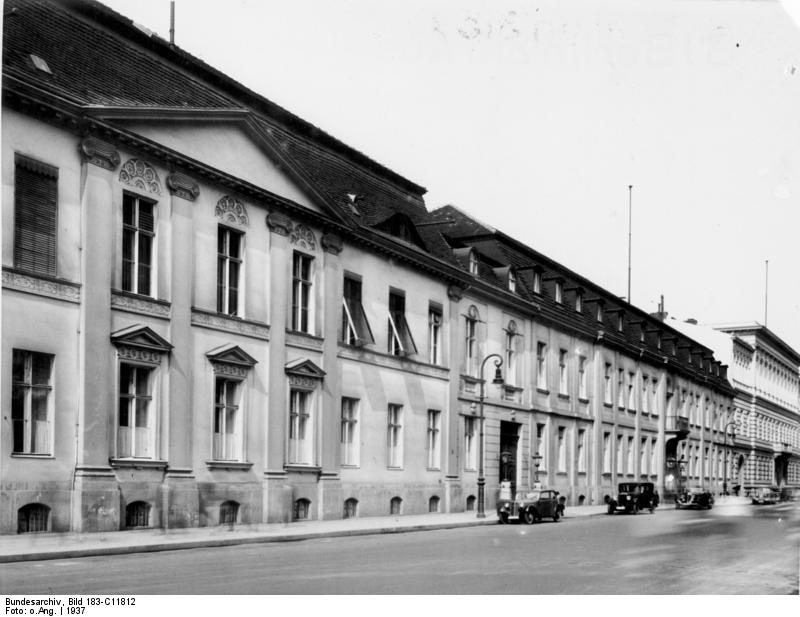
Le même « 76, Wilhelmstraße » (sans drapeaux nazis) en 1937 ; au fond : le « 74 ».